# Cranium (banda)
Cranium fue una banda sueca de thrash metal originaria de Estocolmo. Fue formada en 1985, por los hermanos Philip von Segebaden y Gustaf von Segebaden con el nombre de Legion.
Un año después de su creación grabaron un demo titulado "The Dawn" con la cual el grupo se disolvió. Cada integrante volvió a sus antiguas bandas, y Fredrik Söderberg volvió a su proyecto en solitario de Dawn. Tras un periodo de 10 años de inactividad, la banda se reforma en 1996 con el nuevo nombre Cranium para empezar a grabar en Wilderflower Studio lo que sería su nuevo álbum. Ya en 1997 con el nuevo nombre Cranium lanzan su primera producción con Necrópolis Récord como Cranium, su EP Speed Metal Satan que incluían sólo cinco canciones. En 1998 el bajista Philip von Segebaden anuncia la formación de una banda paralela de power metal llamada Defender y en paralelo se anuncia el lanzamiento del primero álbum de larga duración titulado Speed Metal Slaughter, que contiene 7 canciones. Grabado en Compass Point Studio en las Bahamas y masterizado en Estocolmo, Suecia. El álbum comleto fue producido, diseñado y mezclado por su baterista Johan Hallberg. El 30 de agosto de 1999 presentan su última producción grabada en Studio Scud en Bagdad, Irak, la cual cuenta con otras 8 canciones, se considera el álbum más completo y con el cual Cranium dejó una marca registrada con sus sonidos de motosierras, sus desmanes a otros vocalistas y estilos musicales y la voz característica de su vocalista Fredrik Söderberg. "Una parodia a la voz de Blitz Ellsworth de Overkill", pero que fue un total éxito. Una de las cosas que comenzó a hacer tendencia en el thrash, punk y grunge de los 90 era su monotonía, actitud seria y con temáticas angustiantes. Con el estilo y actitud que revivió Cranium de las bandas de los 80 como Tankard, Destruction y Sodom fue capaz de devolver las risas y los orígenes primordiales al metal. Su último baterista Johan Hallberg se quitó la vida en el 2001, Philip Segebaden y Fredrik Söderberg, guitarrista y vocalista respectivamente se encuentran actualmente en la banda de Death Metal Dawn.

## Discografía
- Speed Metal Satan (EP)(1997)
- Speed Metal Slaughter (1998)
- Speed Metal Sentence (1999)

## Miembros
- Fredrik Söderberg (Chainsaw Demon) - Vocalista/Guitarra (1985-1986, 1996-2001)
- Philip von Segebaden (Grave Raper) - Vocalista/Bajo (1985-1986, 1996-2001)
- Johan Hallberg (Necro Nudist) - Vocalista/Batería (1985-1986, 1996-2001)
- Fredrik Engqvist - Batería (1985-1986)
- Gustaf von Segebaden (1986)